# لوكا فوسكوفيتش
لوكا فوسكوفيتش (من مواليد 24 فبراير 2007) هو لاعب كرة قدم كرواتي محترف يلعب كقلب دفاع لنادي هايدوك سبليت في الدوري الكرواتي لكرة القدم.

## المسيرة

### هايدوك سبليت
ولد في مدينة سبليت، تقدم فوسكوفيتش من خلال أكاديمية الفريق المحلي هايدوك سبليت، ليصبح أصغر كرواتي يلعب ويسجل في دوري الشباب الأوروبي .
ظهر لأول مرة بشكل غير رسمي عندما كان في  العاشرة من عمره، حيث لعب في مباراة ودية ضد أورانيا في سبتمبر 2022  في 16 ديسمبر 2022، سجل هدف الفوز 4–3 في مباراة ودية ضد فريق شالكه الألماني.
في 26 فبراير 2023، بعد يومين من عيد ميلاده السادس عشر، ظهر فوسكوفيتش لأول مرة على المستوى الاحترافي، حيث بدأ أساسي ولعب 90 دقيقة في مباراة ديربي بالدوري ضد دينامو زغرب ، والتي انتهت بخسارة فريقه 4-0. وفي هذه اللحظة أصبح أصغر لاعب في دوري الدرجة الأولى الكرواتي، مع ماركو دابرو ؛  أصبح أيضًا أصغر لاعب يشارك في مباراة الديربي الأبدي ، متجاوزًا جوزيب باشيتش .
في 2 مارس 2023، سجل فوسكوفيتش الهدف الافتتاحي في مباراة هايدوك 2–1 ضد إن كيه أوسييك في ربع نهائي كأس كرواتيا لكرة القدم 2022–23 . سجل عندما كان عمره 16 عامًا و5 أيام، وأصبح أصغر هداف في تاريخ هايدوك سبليت في المباريات الرسمية. في سبتمبر 2023، ظهرت شائعات أن فوسكوفيتش كان على وشك الانضمام إلى نادي توتنهام هوتسبير في الدوري الإنجليزي الممتاز في صفقة تبلغ قيمتها حوالي 12 مليون جنيه إسترليني.

## المسيرة الدولية
مثل فوسكوفيتش كرواتيا على المستوى الدولي للشباب.

## الحياة الشخصية
ينحدر والد فوسكوفيتش دانيجيل من عائلة كروية، وكان يلعب سابقًا مع هايدوك سبليت، ويعمل الآن كمدرب لفريق الشباب. جده ماريو لعب لفرق الشباب في هايدوك سبليت خلال فترة توميسلاف إيفيتش، وواصل مسيرته الكروية في هولندا. لعب جده الأكبر ماركو أيضًا مع هايدوك سبليت خلال الحرب العالمية الثانية ، واستمر في العمل كمدير تنفيذي للنادي.
في الآونة الأخيرة، غادر شقيقه المسمى أيضًا ماريو هايدوك سبليت إلى ألمانيا، حيث انضم إلى نادي هامبورغ إس في. أبناء عمومته مورينو الذي يلعب حاليًا مع الفريق البلغاري ليتكس لوفيتش وفيتو الذي يلعب حاليًا مع روديش هم أيضًا لاعبو كرة قدم، كما كان والدهم رونالد.

## الإحصائيات المهنية
آخر تحديث 7 June 2023..
| النادي          | موسم            | الدوري          | الدوري  | الدوري  | كوب     | كوب     | آخر     | آخر     | المجموع | المجموع |
| النادي          | موسم            | قسم             | تطبيقات | الأهداف | تطبيقات | الأهداف | تطبيقات | الأهداف | تطبيقات | الأهداف |
| --------------- | --------------- | --------------- | ------- | ------- | ------- | ------- | ------- | ------- | ------- | ------- |
| هايدوك سبليت    | 2022–23         | HNL             | 8       | 0       | 3       | 1       | 0       | 0       | 11      | 1       |
| المجموع الوظيفي | المجموع الوظيفي | المجموع الوظيفي | 8       | 0       | 3       | 1       | 0       | 0       | 11      | 1       |